# ABF-Memoiren
ABF-Memoiren ist ein Dokumentarfilm des Brandenburger Filmbetrieb – DEFA-Studio für Dokumentarfilm GmbH von Karlheinz Mund aus dem Jahr 1993.

## Handlung
„Arbeiter- und Bauernkinder an die Universität!“ Mit diesem Aufruf wollte man nach dem Zweiten Weltkrieg im Osten Deutschlands ein Zeichen für eine gerechtere Welt setzen. Der Film zeigt einige von jenen über 20.000 Absolventen, die dem Aufruf gefolgt sind und einige ihrer Lehrer. 1962 wurden die 1949 gegründeten Arbeiter-und-Bauern-Fakultäten (ABF), die sich u. a. in Berlin, Leipzig, Greifswald, Karl-Marx-Stadt und Weimar befanden, wieder geschlossen.
In den fast 90 Minuten sind eine Vielzahl ehemaliger Studenten und Dozenten auf historischen Fotografien und in Filmausschnitten zu sehen. Aber Karlheinz Mund, selbst Absolvent der ABF, gelingt es auch, mehrere von ihnen für diesen Film vor die Kamera zu bekommen. Dazu gehören die damaligen Studenten:
- Erich Loest (Schriftsteller) – War nach seiner Aussage kein Student der ABF, sondern nur zur Recherche dabei. Er liest aus seinem Buch Das Jahr der Prüfung.
- Hermann Kant (Schriftsteller) – Zwischen seinen Erzählungen werden Ausschnitte der Theateraufzeichnung seines Romans Die Aula aus dem Landestheater Halle von 1972 gezeigt.
- Dieter Mann (Schauspieler) – will ursprünglich Lehrer werden und kommt durch eine sogenannte Sprechergruppe in der ABF, unter der Leitung von Horst Hawemann, zur Schauspielerei.
- Christiane Opitz (geb. Meier) – Ärztin aus Hohen-Neuendorf, die keine gute Vorbildung hatte, die sie aber in der ABF erwerben kann und die immer noch von der Begegnung mit Bertolt Brecht im Essenraum schwärmt.
- Joachim Rohde (Theologe) – hat es trotz nur Zweiklassiger Volksschule in einem Dorf Hinterpommerns, durch die ABF zum Doktor gebracht.
- Veronika Schmidt (Professorin und Germanistin) – hat täglich fünf Stunden auf dem Weg von Rüdersdorf bei Berlin zur ABF und zurück zugebracht, welche sie zum Lernen nutzte.
- Otto Eck (Amtsrat a. D. aus Essen) – wird am 15. Mai 1953 Aufgrund seiner feindlichen Haltung gegenüber der DDR und ihrer führenden Kraft der Arbeiterklasse mit sofortiger Wirkung vom Deutschen Theater-Institut Weimar Schloss Belvedere exmatrikuliert.
- Helmut Bleiber (Professor und Historiker)
- Helios Mendiburu (ehem. Bezirksbürgermeister des Stadtbezirks Berlin-Friedrichshain) – wird vom Ostbüro der SPD als Agent angeworben und deshalb mit Gefängnis bestraft.
- Guntram Borkowski (Justitiar) – Da er keinen Proletarier- und Parteinachweis hat, kommt er für die Justiz, Staatsanwaltschaft und Rechtsanwaltsschaft nicht in Frage.
- Adalbert Stamborski (Schauspieler) – Hatte das Gefühl, als wäre er in der Zeit an der ABF, an einer Erneuerung, einer Art Revolution unmittelbar beteiligt gewesen.
- Karlheinz Lohs (Professor und Chemiker) – War nach dem Zweiten Weltkrieg Hilfslaborant in einem Krankenhaus, bis ihm ein Gewerkschaftsfunktionär sagte, dass dieses nicht seine Zukunft sein könnte.
- Helmut Jachnow (Professor und Slawist)

Auch mehrere Dozenten kommen in den Gesprächen zu Wort:
- Hans Mayer (Professor und Literaturwissenschaftler) – Für ihn war das eine große und bereichernde Erfahrung.
- Dieter Schlenstedt (Literaturwissenschaftler)
- Elli Mohrmann – Wurde der Pausenklau genannt, da sie ständig ihren Unterricht überzieht.
- Heinz Mohrmann (Professor und ehemaliger ABF-Direktor)

## Produktion und Veröffentlichung
ABF-Memoiren wurde unter dem Arbeitstitel Die ABF – Ein Rückblick als 16 mm Farbfilm, mit häufigen Schwarzweißfilm-Sequenzen aus dem DEFA-Dokfilmarchiv, ADN GmbH-Bildarchiv, IfGA, Zentralen Parteiarchiv, Deutschen Rundfunkarchiv und Bundesfilmarchiv hergestellt. Die Produktion erfolgte mit Mitteln der Kulturellen Filmförderung des Landes Brandenburg und der Filmförderung Berlin.
Das Szenarium stammt von Helga Schütz und Karlheinz Mund.
Die erste Aufführung erfolgte am 13. Februar 1993 im Rahmen der Internationalen Filmfestspiele Berlin.